# 쇼세이왕 (1800년)
쇼세이왕(일본어: 尚成王 상성왕[*]; 1800년 12월 4일 ~ 1804년 2월 7일)은 류큐왕국 제2쇼씨 왕조의 제16대 류큐 국왕(재위: 1803년)이자 제22대 류큐 국왕이다.

## 가족
- 아버지: 쇼온왕(尚温王)
- 어머니: 키코에오오기미카나시 쇼씨 센토쿠(聞得大君加那志 向氏仙徳, 아명은 마우시가네 思真牛金)

| 전임자 쇼온왕 | 제22대 류큐왕국 국왕 1803년 | 후임자 쇼코왕 |